# Meccanica NVB
Meccanica is een historisch merk van motorfietsen.
De bedrijfsnaam was Meccanica NVB. 
Dit Italiaanse bedrijf was gevestigd in Milaan en bouwde in 1956 en 1957 motorfietsen, bromfietsen en transportvoertuigjes. Deze hadden 50- of 150 cc tweetakt- of 125 cc viertaktmotoren.